# فرانكي ميلر
فرانكي ميلر (بالإنجليزية: Frankie Miller)‏ هو كاتب أغاني وموسيقي ومغني أمريكي، ولد في 17 ديسمبر 1931 في فيكتوريا في الولايات المتحدة.

## وصلات خارجية
- الموقع الرسمي
- فرانكي ميلر على موقع ميوزك برينز (الإنجليزية)
- فرانكي ميلر على موقع أول ميوزيك (الإنجليزية)
- فرانكي ميلر على موقع ديسكوغز (الإنجليزية)